# Scinax carnevallii
Scinax carnevallii är en groddjursart som först beskrevs av Ulisses Caramaschi och Geraldo Kisteumacher 1989.  Scinax carnevallii ingår i släktet Scinax och familjen lövgrodor. IUCN kategoriserar arten globalt som livskraftig. Inga underarter finns listade i Catalogue of Life.